# Рой Альберта

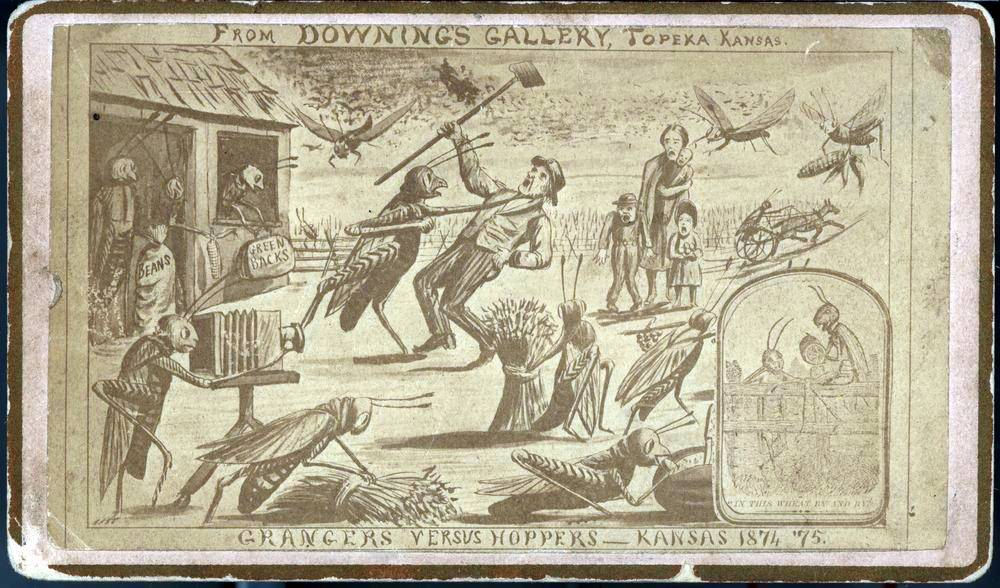
Карикатура Генри Уорролла 1875 года, изображающая фермеров Канзаса, сражающихся с гигантской саранчой

Рой Альберта (англ. Albert's swarm) — огромная концентрация саранчи Скалистых гор, которая наводнила западную часть США в 1875 году. Своё название она получила в честь врача Альберта Чайлда, интересовавшегося метеорологией, который оценил размер роя в 510 000 км², умножив для этого расчётную скорость роя на время, которое потребовалось ему, чтобы преодолеть территорию южной Небраски.
Рой Альберта неоднократно упоминался в исторических записях западного Миссури, в которых, в частности, говорилось:

Именно 1875 год надолго запомнится жителям как минимум четырёх штатов как год саранчи. Бич поразил западный Миссури в апреле 1875 года и начал опустошать некоторые из самых прекрасных уголков нашего замечательного штата. Насекомые нанесли серьёзный и сокрушительный визит в Генри [округ штата] и с поразительной быстротой продемонстрировали, что их аппетит неутолим и вся зелень принадлежит им, служа для их пропитания.
По одной из оценок, численность стаи саранчи составляла 3,5 триллиона особей. По другой оценке, численность роя достигала 12,5 триллиона особей, что делает её самой большой концентрацией животных, когда-либо существовавшей, согласно Книге рекордов Гиннесса.